# Mangas Coloradas

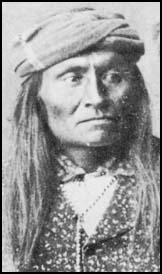
(kolem 1860)

Mangas Coloradas (ze šp. Rudé rukávy; v čirikavské apačtině Dasoda-hae „Zde poseděl“, 1792 – 18. ledna 1863) byl náčelník Apačů a člen mimbrenské větve středních Apačů (podle řeky Mimbres – šp. vrby, pramenící na jihu Black Range), jejichž domovina se rozkládala západně od Rio Grande na většině území dnešního Nového Mexika. Je považován za jednoho z největších bojovníků kmene Apačů (spolu s Victoriem, Cochisem a Geronimem) a domorodých Američanů vůbec.
Narozený pravděpodobně jako Bedonkohe („ten, který stojí před nepřáteli“) později přijal přezdívku Kan-da-zis Tlishishen („rudá košile“), z níž vzniklo v evropské kultuře (včetně anglosaské) všeobecně užívané španělské jméno Mangas Coloradas – Rudé rukávy. Stal se postupně náčelníkem jedné ze dvou skupin Apačů Mimbreño (kopáčů mědi), později ve spojení s druhou skupinou (horké prameny) vedenou náčelníkem Černým nožem (šp. Cuchillo Negro, apačsky Baišan – „nůž“) se stal vrchním náčelníkem Mimbrenů a ještě později většiny apačských podkmenů.

## Náčelník Apačů
Ve 20. a 30. letech 19. století byli hlavními nepřáteli Apačů Mexičané, kteří v roce 1821 získali nezávislost. Kolem roku 1835 vyhlásilo Mexiko odměnu za každý skalp Indiána bez ohledu na okolnosti (100 dolarů za mužský skalp, 50 za ženský a 25 za dětský). V roce 1837 byl takto v masakru v Santa Ritě del Cobre (dnes město duchů) zabit i náčleník Apačů-Mimbrenů-kopáčů mědi Juan José Compa, Mangasův otec. Trapper John Johnson nalákal náčelníka a stovky Apačů na slib ohnivé vody, zbraní a pinolu (praženou mletou kukuřici) a poté se svými spojenci většinu Apačů postřílel, aby získal odměnu za více než 400 skalpů. Nástupcem Juana José se stal jeho syn Mangas Coloradas, který se spojil s náčelníkem sousední skupiny Černým nožem a společně pomstili nespravedlivé vraždění Apačů stejně krvavým protiúderem, nejdříve na trappery, kteří se účastnili Johnsonova masakru, a poté na samotné město Santa Rita, kde povraždili velké množství Mexičanů.
Když v roce 1846 začala mexicko-americká válka, povolil Mangas americkým vojákům volný průchod územím Apačů. Když byl stát Nové Mexiko prohlášen za americké území, Mangas podepsal mír, v němž v rámci pomsty Mexičanům uznal svrchovanost Spojených států. Klid zbraní vydržel do doby, kdy po objevení zlata v pohoří Pinos Altos v roce 1860 začali do oblasti proudit zlatokopové z celé země. Po konfliktu, během něhož bylo v prosinci 1860 zabito několik Indiánů, rozhořela se otevřená válka mezi místními Apači a bílými obchodníky. Jiné prameny mluví o tom, že sám Mangas byl zlatokopy spoután u stromu a zbičován lasem do bezvědomí. K odporu proti bělochům se brzy přidal i Mangasův zeť Cochise, který do té doby udržoval s americkými osadníky mír. Byl totiž s celou rodinou úskočně zajat během vyjednávání o uneseném synu jednoho rančera a poté, co se mu povedlo utéct. V dalších dnech přepadl několik dostavníků a stanici pošty, a zajaté bělochy chtěl vyměnit za členy své rodiny. Poručík George Bascom, který americkou akci vedl, odmítl. Na obou stranách došlo k povraždění rukojmí a Cochise vykopal válečnou sekeru proti všem Američanům a spojil se s Mangasem Coloradasem. K nim se brzy připojili i další apačtí náčelníci – Delgadito, Nana, Victorio, Juh a Geronimo – a na začátku americké občanské války začala i tzv. apačská válka, v níž bylo cílem Apačů zbavit svoji zemi všech vetřelců. Ačkoli se to nikdy zcela nepodařilo, bylo k tomu zejména v době, kdy běloši válčili proto sobě kvůli černým otrokům, velmi blízko.

## Vzhled, manželství a smrt

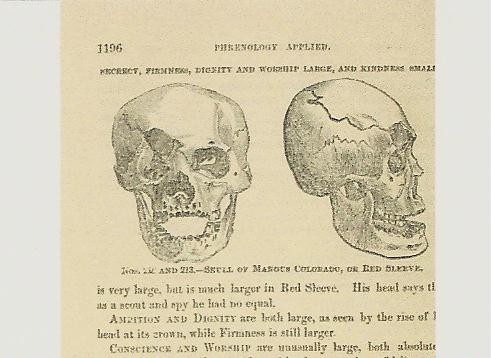
Z knihy O. S. Fowlera (1873)

Mangas Coloradas měl pověst obřího muže, vysokého téměř 200cm s nadměrnou silou. Za manželku si vzal bělošku z Mexika (podle tradice jako první z Apačů), kterou si musel vybojovat v několika soubojích s příbuznými svých dvou dalších manželek z vlastního kmene. Bílá manželka porodila tři dcery, z nichž se Dos-Teh-Seh stala manželkou Cochise, budoucího vrchního náčelníka Apačů.
V létě 1862 poté, co se zotavil ze zranění (byl postřelen do hrudníku), setkal se Mangas Coloradas s americkým vyjednavačem, aby probrali možnosti míru. V roce 1863 se měl setkat s americkými veliteli ve Fort McLane. Přestože se mělo jednat o mírových podmínkách, byl Mangas Coloradas zatčen generálem Josephem Rodmanem Westem a následující ráno byl mučen a zastřelen „na útěku“.
Vojáci odřízli z jeho obřího těla hlavu, uvařili ji a poslali frenologovi Orsonu Squire Fowlerovi do New Yorku, v jehož knize se zachovaly dva nákresy náčelníkovy lebky. Další osudy jeho ostatků nejsou známy. Zohavení jeho mrtvoly ještě prohloubilo konflikt Apačů s americkými osadníky, válka trvala dalších 25 let.

## Postavou v literatuře
John C. Cremony: Život mezi Apači (1868)
Manuel Payno: Banditi od Rio Frio (1889)
Will Levington Comfort: Apač (1931)
Ralph Moody: Wolf of the Warpath (1958)
Dee Brown: Mé srdce pohřběte u Wounded Knee (1970)
George MacDonald Fraser: Flashman and the Redskins (1982)
Cormac McCarthy: Krvavý poledník (1985)
A.A. Randazzo: Firestar by Coyote (2011)
Ethan Hawke: Indeh (2016)

## Postavou ve filmu
Osamělá hvězda (Lone Star), 1952, Vincent Sherman (roli Mangase hrál náčelník Yowlachie)
Válečné bubny (War Drums), 1957, Reginald Le Borg (hlavní roli Mangase hrál Lex Barker)
Avenged, 2013, Michael Ojeda (duch Mangase v ženském těle)